# Carl Körting
Carl Körting (* 1881; † nach 1908) war ein deutscher Kunstturner.

## Biografie
Carl Körting startete bei den Olympischen Sommerspielen 1908 in London. Im Einzelmehrkampf belegte er den 52. Rang.